# Société de mathématiques appliquées et industrielles (association française)
Pour les articles homonymes, voir Société de mathématiques appliquées et industrielles.
 (août 2014).
Si vous disposez d'ouvrages ou d'articles de référence ou si vous connaissez des sites web de qualité traitant du thème abordé ici, merci de compléter l'article en donnant les références utiles à sa vérifiabilité et en les liant à la section « Notes et références ».
La Société de mathématiques appliquées et industrielles (SMAI) est une société savante française, régie par la loi de 1901, sans but lucratif et reconnue d'utilité publique depuis 2015. Fondée en 1983, la Société entend contribuer au développement des mathématiques appliquées à travers la recherche, les applications dans les entreprises, les publications, l’enseignement et la formation des chercheurs et ingénieurs.
Elle comporte des membres individuels (personnes physiques) et des membres institutionnels (laboratoires de recherche universitaires ou industriels) dans tous les domaines des mathématiques appliquées (calcul scientifique, analyse numérique, équations aux dérivées partielles, contrôle, probabilités appliquées, statistiques, mathématiques financières, analyse d’image, modélisation du vivant...).
L’association est dirigée par un conseil d'administration, élu par l’assemblée générale. Elle est également dotée d’un conseil scientifique. En 2009, elle comptait près de 1 300 membres. Son président est Samir Adly, professeur à l'Université de Limoges.

## Activités
La SMAI possède une activité d’édition et d’organisation de rencontres (journées thématiques et congrès scientifiques).
Elle contribue également à la réflexion sur l’enseignement des mathématiques appliquées aussi bien dans les universités et les écoles d’ingénieurs que dans l’enseignement secondaire.
Elle publie trois fois par an un bulletin de liaison, Matapli. Celui-ci contient des articles scientifiques de synthèse, des informations sur les congrès à venir, les thèses ou les livres parus.

## Publications
- Le bulletin de liaison MATAPLI est destiné aux adhérents (trois numéros par an).

- La SMAI est éditeur scientifique de revues du journal ESAIM : M2AN (Modélisation mathématique et analyse numérique), COCV (Contrôle Optimisation et Calcul des Variations), P&S (Probabilités et Statistiques), Proceedings (publication d’actes de conférences), et, pour le journal RAIRO, RO (Recherche opérationnelle), en collaboration avec la ROADEF. En 2015, elle a lancé le SMAI Journal of Computational Mathematics sur le modèle gratuit pour les lecteurs et les auteurs.

- Elle publie également le journal MathematicS In Action, dont le but est de publier des articles coécrits entre un mathématicien et un chercheur d'une autre discipline.

- Elle publie enfin des livres des collections Mathématiques et Applications (niveau master 2 recherche) et Mathématiques appliquées pour le Master/SMAI (niveau master 1).

## Prix de la SMAI
- Prix Jacques-Louis-Lions, créé en 2003 avec l’INRIA et le CNES, décerné par l'Académie des sciences ;
- Prix Blaise-Pascal, créé en 1984 avec le GAMNI, décerné par l'Académie des sciences ;
- Prix Louis-Bachelier fondé en 2007 avec la fondation d’entreprise NATIXIS, décerné par l'Académie des sciences ;
- Prix Lagrange en optimisation continue de l'ICIAM, créé en 1998 avec le soutien de la SEMA (Espagne) et de la SIMAI (Italie) ;
- Prix Maurice-Audin sous le patronage de la SMF et de la SMAI ;
- Prix Jean-Jacques-Moreau, décerné par la SMF et la SMAI avec le parrainage de l'Académie des sciences.

## Groupes thématiques
La SMAI comprend cinq groupes thématiques, constitués autour d’intérêts scientifiques spécifiques :
- SMAI-GAMNI (Groupe thématique pour l’Avancement des Méthodes Numériques de l’Ingénieur) qui a pour but le développement des méthodes de l’analyse numérique dans l’industrie. Ce groupe est originaire d'une association créée en 1973 et intégrée au sein de la SMAI lors de sa création en 1983.

- SMAI-MAIRCI (Mathématiques Appliquées, Informatique, Réseaux, Calcul, Industrie), créé en 2010, a pour vocation de coopérer avec les autres groupes thématiques de la SMAI mais aussi avec toutes les communautés de chercheurs dont les thématiques sont à la frontière des mathématiques appliquées, de l’informatique et des applications industrielles.

- SMAI-MAS (Modélisation aléatoire et statistique), créé en 1991 et qui souhaite promouvoir les méthodes de la statistique et des probabilités appliquées auprès des entreprises.

- SMAI-MODE (Mathématiques de l’optimisation et de la décision), créé en 1991 et dédiée aux domaines tels que l’analyse non linéaire, l'optimisation, les mathématiques discrètes, la recherche opérationnelle, les modélisations mathématiques en économie, finance et sciences sociales.

- SMAI-SIGMA (Signal - Image - Géométrie - Modélisation - Approximation; anciennement groupe SMAI-AFA, Association française d’approximation) a pour but de promouvoir l’étude et l’utilisation de l’approximation en général. Ce groupe thématique a comme origine une association créée en 1989 et intégrée au sein de la SMAI en 2000.